# Distretto di Kong Krailat
Il distretto di Kong Krailat (in thailandese: กงไกรลาศ) è un distretto (amphoe) della Thailandia, situato nella provincia di Sukhothai.